# Myšlenkový experiment
Myšlenkový experiment (z německého Gedankenexperiment; výraz byl poprvé použit Hansem Christianem Ørstedem) je metoda, jak na modelovém příkladu pomocí lidské obrazotvornosti ukázat principy a důsledky vědecké teorie či problému. Model bývá volen ilustrativní, intutivně pochopitelný na základě každodenní osobní zkušenosti.
Myšlenkový experiment je metoda „a priori“, není to vědecký experiment sloužící k rozšíření empirického poznání (a posteriori). Jeho cílem není experimentální ověření nějakého předpokladu nebo naměření veličin, ale zejména dedukcí dojít k novým poznatkům či otázkám, názorně vyložit obtížně pochopitelnou teorii, zpochybnit nějakou teorii (např. Zenónovy paradoxy) či domyslet možnosti skutečného experimentu. Myšlenkové experimenty nejsou vázány proveditelností, tedy se mohou provádět bez technických, ekonomický a etických omezení.
Myšlenkové experimenty byly použity v oborech jako například filozofie, fyzika nebo matematika. Ve filozofii se používají přinejmenším od řecké antiky a několik je známo již z doby před Sokratem. Ve fyzice i dalších vědách se myšlenkové experimenty, jež by stály za povšimnutí, datují do 19. a zejména 20. století. Příklady prvních myšlenkových experimentů jsou zaznamenány již Galileem.

## Vlivy myšlenkových experimentů na zkoušenéteorie
Obecně můžeme říci, že myšlenkové experimenty mají tyto výsledky:
- zpochybnění nebo dokonce vyvrácení teorie. Zde je často využíváno myšlenkového postupu reductio ad absurdum.
- potvrzení existující teorie
- navržení nové teorie
- současné vyvrácení existující a navržení nové teorie

## Aplikace myšlenkového experimentu
Myšlenkové experimenty často vedou k novým, zajímavým a cenným úhlům pohledu na staré problémy či nezodpovězené otázky. Dřívější otázky se mohou ukázat jako irrelevantní a nově kladené lze mnohdy jen nesnadno zodpovědět.
Myšlenkové experimenty jsou často prováděny za těmito účely:
- zpochybnit status quo. Sem spadá například: opravit chybné informace a nesprávné pochopení argumentu, určit slabiny argumentu, zachovat (dlouhodobě) objektivní a obecně přijímaná fakta, vyvrátit určité domněnky o tom, že něco je dovoleno, zakázáno, poznáno, předpokládáno, možné či nezbytné.
- extrapolovat (nebo interpolovat) vně nějakého obecně přijímaného faktu.
- predikovat budoucí děje, které by jinak byly předem nejasné a nepoznané.
- vysvětlit děje minulé.
- retrodikovat, postdikovat a postcastovat minulé děje, které by byly jinak nezjistitelné.
- umožnit učinění rozhodnutí a plánování strategie.
- odhalit problémy a navrhnout nová řešení.
- přemístit současné (často neřešitelné) problémy do jiného, produktivnějšího prostoru řešení. V nových podmínkách chápeme problém v nových souvislostech a můžeme se dostat blíž k jeho vyřešení.
- určit příčiny vzniku jistých výsledků, zjistit mechanizmy, které k nim vedly (odpovědnost), a určit, zdali je možno těmto předejít.
- určit spoluzodpovědnost a náhradu škody (ve společenských a právních kontextech).
- zajistit, že se minulé úspěšné pokusy budou opakovat.
- vyzkoumat míru, do jaké se minulé děje mohly odehrát jinak.
- zajistit, že minulé neúspěchy se nebudou opakovat.

## Myšlenkový experiment ve vědě
Vědci používají myšlenkové experimenty jako teoretický mezikrok před tím, než přistoupí k fyzické realizaci experimentu. (Ernst Mach byl toho názoru, že Gedankenexperimente jsou „úkony nezbytné před vykonáním opravdového experimentu“). V těchto případech jsou výsledky myšlenkového experimentu často tak jednoznačné, že vůbec není třeba k fyzickému experimentu přikročit.
Vědci dále používají myšlenkové experimenty v případech, kdy je fyzická realizace experimentu nemožná. (Carl Gustav Hempel pojmenoval tento typ "teoretické experimenty v představách" – "theoretical experiments-in-imagination"). Příkladem je Einsteinův myšlenkový experiment, ve kterém se on sám žene za paprskem světla a který vedl k formulování speciální teorie relativity (STR). Toto je jedinečný příklad použití myšlenkového experimentu. Experiment totiž nebyl fyzicky nikdy proveden, ale pomohl ustanovit úspěšnou teorii, která byla posléze prokázána jinými empirickými metodami.